# Jeff Gladney
(en) Statistiques sur pro-football-reference
Jeff Gee Gladney, né le 12 décembre 1996 à New Boston, au Texas, et décédé le 30 mai 2022 à Dallas, est un joueur de football américain évoluant au poste de cornerback en National Football League (NFL) pendant deux saisons. Il a joué au football universitaire à la Texas Christian University et a été sélectionné deux fois All-Big 12. Il a été sélectionné par les Vikings du Minnesota au premier tour de la draft de la NFL 2020.

## Biographie

### Jeunesse
Joueur au lycée New Boston à New Boston, au Texas, Gladney est une recrue trois étoiles et signe avec la Texas Christian University (TCU) pour jouer au football universitaire pour les Horned Frogs de TCU le 5 février 2015, après s'être initialement engagé avec le programme le 6 juin 2014.

### Carrière universitaire
Gladney passe sa première année en tant que redshirt en raison d'une déchirure du ligament croisé antérieur subie au cours de sa dernière année au lycée, mais est ensuite titulaire pendant quatre ans à la Texas Christian University. Au cours de sa saison junior, Gladney fait sensation en tant que cornerback et est sélectionné dans la première équipe All-Big 12 Conference par Pro Football Focus et la deuxième équipe All-Big 12 par les entraîneurs. Il se blesse au ménisque avant sa saison senior mais joue toute l'année, attendant la fin de la saison pour être opéré. Au cours de sa carrière au TCU, il enregistre cinq interceptions et est nommé sur la liste du Senior Bowl 2020 après sa saison senior et remporte les honneurs de la première équipe All-Big 12 par l'Associated Press.
Les évaluateurs de la draft de la NFL félicitent Gladney pour son style de jeu physique.

## Carrière professionnelle
| Taille               | Poids           | Bras           | Main         | Sprint   | Sprint   | Sprint   | Shuttle 20 yards | 3 cones drill | Détente         | Détente             | Développé couché | Test Wonderlic |
| Taille               | Poids           | Bras           | Main         | 40 yards | 10 yards | 20 yards | Shuttle 20 yards | 3 cones drill | verticale       | horizontale         | Développé couché | Test Wonderlic |
| 1,78 m (5 ft 10¼ in) | 87 kg (191 lbs) | 81 cm (31⅞ in) | 23 cm (9 in) | 4,48 s   | -        | -        | -                | 7,26 s        | 95 cm (37,5 in) | 3,15 m (10 ft 4 in) | 17               | -              |

### Vikings du Minnesota
Gladney est sélectionné par les Vikings du Minnesota au premier tour avec le 31e choix au total lors de la draft de la NFL 2020.
Avant son premier camp d'entraînement, Gladney concourt pour un poste de titulaire contre Mike Hughes, Holton Hill et son coéquipier rookie Cameron Dantzler, et finit par commencer tous les matchs de la saison 2020 en tant que cornerback à partir de la semaine 2. Au cours de la semaine 6 contre les Falcons d'Atlanta, Gladney enregistre son premier fumble forcé sur le running back Brian Hill qui est récupéré par les Vikings lors de la défaite 40-23. Dans l'ensemble, Gladney termine la saison 2020 avec 81 tacles au total, trois passes défendues et un fumble forcé.
Gladney est libéré le 3 août 2021, après son inculpation pour violences conjugales. En mars 2022, il est déclaré non coupable des accusations.

### Cardinals de l'Arizona
Le 16 mars 2022, Gladney signe avec les Cardinals de l'Arizona.

## Vie privée et décès
Gladney a un fils, né en 2021. Gladney était un ami proche de son coéquipier à TCU Jalen Reagor, choix de premier tour en 2020 et actuel receveur des Vikings du Minnesota.
Le 30 mai 2022, Gladney et sa petite amie, Mercedes Palacios, décèdent dans un accident de voiture à Dallas, au Texas, à 2h30 du matin. Les rapports de police indiquent que le SUV Mercedes de Gladney a coupé une voiture, alors qu'il roulait à une vitesse excessive. Son véhicule a ensuite quitté la route, s'est écrasé contre un mur de briques et s'est enflammé. Gladney avait 25 ans, Palacios 26 ans,,.